# Pekka Pohjola
Pekka Pohjola (* 13. Januar 1952 in Helsinki; † 27. November 2008 ebenda) war ein finnischer Multi-Instrumentalist, Komponist, Jazz- und Rockmusiker, der sich vor allem als E-Bassist einen Namen machte.
In Pohjolas Musik vereinen sich Elemente aus Jazz-, Rock-, Fusion- und klassischer Musik. Von 1970 bis 1974 war Pekka Pohjola Bassist der finnischen Progressive Rockband Wigwam.
Einem breiteren Publikum bekannt wurde er 1977 durch die Mitwirkung von Mike Oldfield auf seinem Album Keesojen Lehto, das in Großbritannien unter dem Titel Mathematician's Air Display erschien. 1979 begleitete er Mike Oldfield auf dessen Europa-Tournee und ist auf dem dabei aufgenommenen Live-Album Exposed zu hören.
Seine Söhne Verneri und Ilmari sind ebenfalls Musiker und spielten auf Pohjolas letztem Album Views mit.

## Diskografie (Auswahl)
- 1970 – Tombstone Valentine; mit Wigwam
- 1971 – Fairyport; mit Wigwam
- 1972 – Pihkasilmä Kaarnakorva
- 1974 – Being; mit Wigwam
- 1974 – Harakka Bialoipokku (auch als B The Magpie)
- 1976 – Made in Sweden – Where Do We Begin
- 1977 – Keesojen Lehto (auch als  Mathematician’s Air Display oder The Consequences of Indecisions)
- 1978 – The Group; mit The Group
- 1979 – Visitation
- 1979 – Exposed; mit Mike Oldfield
- 1979 – Belsta River; mit Gábor Szabó
- 1980 – Kätkävaaran Lohikäärme; mit The Pekka Pohjola Group
- 1982 – Urban Tango
- 1983 – Jokamies (auch als Everyman)
- 1985 – Space Waltz
- 1986 – Flight of The Angel
- 1986 – Espoo Big Band Yesterday’s Games
- 1987 – New Impressionist (A Retrospective 1979–1984)
- 1990 – Sinfonia No 1; mit Pekka Pohjola & Avanti!-Musikgruppe
- 1992 – Changing Waters
- 1995 – Live in Japan
- 1995 – Heavy Jazz – Live in Helsinki and Tokyo
- 1997 – Pewit
- 2001 – Views